# Heinz Klee
Heinz Klee (* 20. August 1924 in Koblenz; † 1996) war ein deutscher Fußballspieler.

## Karriere
Klees Karriere im Herrenbereich begann bei der TuS Neuendorf (heute TuS Koblenz). In der Kriegsrunde 1943/44 wurde er mit Neuendorf Meister in der Gauliga Moselland und zog damit in die Endrunde um die deutsche Fußballmeisterschaft ein. Am 16. April 1944 setzte sich aber der FC Schalke 04 überlegen mit 5:0 Toren gegen den auf der rechten Außenläuferposition agierenden Klee und seine Mannschaftskameraden Josef Gauchel, Rudi Gutendorf und Ferdinand Warth durch. 1946 stieg er mit seinem Verein in die 1. Liga Südwestdeutschland-Nord (nach dem Zweiten Weltkrieg mit anderen Staffeln die höchste deutsche Spielklasse) auf und absolvierte 1946/47 elf Ligaspiele.
1947 ging er zum 1. FC Kaiserslautern, ebenfalls erste Liga. In seiner ersten Saison beim FCK bestritt Klee alle 26 Ligaspiele. Die Lauterer wurden Meister und setzten sich auch in den Endspielen um die französische Zonenmeisterschaft durch (3:0 und 6:1 gegen den SV Rastatt). In der Endrunde um die deutsche Meisterschaft schlug man den TSV 1860 München sowie Klees Ex-Verein TuS Neuendorf und kam so ins Endspiel gegen den 1. FC Nürnberg. Auch in den Endrundenspielen stand Klee immer in der Startaufstellung. Das Endspiel, das erste für den FCK, ging mit 1:2 gegen den FCN verloren. 1951 kamen die Lauterer erneut ins Endspiel. Gegen Preußen Münster gewann der FCK mit 2:1 und wurde zum ersten Mal Deutscher Meister. Klee absolvierte in der Saison 1950/51 allerdings nur zwei Ligaspiele (drei Tore) und kam in der Endrunde zu keinem Einsatz. Bei der zweiten Meisterschaft 1953 (4:1 gegen den VfB Stuttgart) bestritt Klee immerhin ein Spiel in der Endrunde, im Finale stand er nicht auf dem Platz. Für den FCK absolvierte er insgesamt 106 Spiele (16 Tore).
Später führte Klee ein Geschäft für Sportbekleidung in Kaiserslautern.

## Erfolge
Mit dem 1. FC Kaiserslautern
- Deutscher Meister 1951 und 1953 (jeweils ohne Einsatz im Finale)
- Deutscher Vizemeister 1948
- Französischer Zonenmeister 1948, 1949 und 1950
- Meister der Oberliga Südwest 1951 und 1953
- Meister der 1. Liga Südwestdeutschland-Nord 1948, 1949, 1950

Mit TuS Neuendorf
- Meister der Gauliga Moselland 1943